# Massachusetts megyéinek listája
Ez a lista Massachusetts állam megyéit sorolja fel.

## A lista
| Név              | Főváros          | Alapítása | Névadó            | Terület (km²) | Népesség                                         | Kép | Helyjelölő térkép |
| ---------------- | ---------------- | --------- | ----------------- | ------------- | ------------------------------------------------ | --- | ----------------- |
| Barnstable megye | Barnstable       | 1685      | Barnstable        | 3382          | 215888 215918 215398 214947 214990 214333 228996 |     |                   |
| Berkshire megye  | Pittsfield       | 1761      | Berkshire         | 2451          | 129026                                           |     |                   |
| Bristol megye    | Taunton          | 1685      | Bristol           | 1790          | 579200                                           |     |                   |
| Dukes megye      | Edgartown        | 1695      | York hercege      | 1272          | 20600                                            |     |                   |
| Essex megye      | Salem            | 1643      | Essex             | 2146          | 809829                                           |     |                   |
| Franklin megye   | Greenfield       | 1811      | Benjamin Franklin | 1877          | 71029                                            |     |                   |
| Hampden megye    | Springfield      | 1812      | John Hampden      | 1642          | 465825                                           |     |                   |
| Hampshire megye  | Northampton      | 1662      | Hampshire         | 1413          | 162308                                           |     |                   |
| Middlesex megye  | Lowell Cambridge | 1643      | Middlesex         | 2195          | 1632002                                          |     |                   |
| Nantucket megye  | Nantucket        | 1641 1695 | Nantucket         | 272           | 11399 14255 10172                                |     |                   |
| Norfolk megye    | Dedham           | 1793      | Norfolk           | 1150          | 725981                                           |     |                   |
| Plymouth megye   | Plymouth         | 1685      | Plymouth          | 2832          | 530819                                           |     |                   |
| Suffolk megye    | Boston           | 1643      | Suffolk           | 311           | 797936                                           |     |                   |
| Worcester megye  | Worcester        | 1731      | Worcester         | 192           | 862111                                           |     |                   |